# محاولة اغتيال حسن شيخ محمود
في 18 مارس 2025، استهدفت حركة الشباب المسلحة الرئيس الصومالي حسن شيخ محمود في محاولة اغتيال باستخدام عبوات ناسفة بدائية الصنع بالقرب من فيلا الصومال، بينما كان مرافقوه متجهين إلى مطار آدم عبد الله الدولي في مقديشو، ونجا بأعجوبة.

## الانفجار
وقع الانفجار عند تقاطع الجابتا بالقرب من القصر الرئاسي، فيلا الصومال، وكان الهدف موكب الرئيس حسن شيخ محمود أثناء توجهه إلى مطار مقديشو. أسفر الانفجار عن مقتل ما لا يقل عن 10 أشخاص وإصابة 20 آخرين، بمن فيهم أفراد الأمن.

## التبعات
وأعلنت حركة الشباب مسؤوليتها عن محاولة الاغتيال. واحتجزت الحكومة الفيدرالية الصومالية الصحفيين الذين غطوا الحادث.